# Linda Yaccarino
Linda Yaccarino (Long Island, 27 novembre 1963) è una dirigente d'azienda statunitense, ex responsabile marketing di NBCUniversal ed ex presidente del consiglio di amministrazione di Ad Council, è stata amministratrice delegata di X Corp. dal 2023 al 2025..

## Biografia
Figlia di due italiani, Bob Yaccarino e Isabella Bartolone, Linda Yaccarino è nata a Long Island e cresciuta a Deer Park, dove suo padre era un assistente capo della polizia e sua madre un'impiegata statale. Yaccarino ha due sorelle; una è la sua gemella. Ha studiato alla Deer Park High School; ha poi frequentato l'Università statale della Pennsylvania, dove ha conseguito una laurea in scienza delle telecomunicazioni nel 1985.
Dopo la laurea, è entrata a far parte della Turner Entertainment, società cinematografica statunitense in cui ha trascorso 15 anni arrivando a ricoprire il ruolo di vicepresidente esecutivo e direttore operativo e svolgendo un ruolo chiave nello sviluppo di pubblicità e soluzioni di marketing innovative. Nel 2011 è quindi entrata in NBCUniversal, una delle principali aziende mondiali operanti nel settore dei prodotti legati all'intrattenimento e all'informazione, raggiungendo la carica di responsabile del marketing dell'azienda e svolgendo un ruolo critico al lancio del servizio streaming di video on demand Peacock TV.
Nel 2014 è divenuta membro di Ad Council, onlus statunitense che distribuisce e promuove annunci di servizio pubblico per conto di vari sponsor, comprese organizzazioni senza scopo di lucro, organizzazioni non governative e agenzie del governo degli Stati Uniti, divenendone presidente del consiglio di amministrazione nel 2021. Proprio in questa veste ha lavorato con l'amministrazione Biden onde sviluppare una campagna atta a pubblicizzare la vaccinazione contro SARS-CoV-2, che coinvolgeva anche Papa Francesco. Nel 2018 l'allora Presidente statunitense Donald Trump l'aveva nominata membro del President's Council on Sports, Fitness and Nutrition, organizzazione governativa avente lo scopo di incoraggiare e motivare i cittadini di ogni età a praticare attività fisica e sport, incarico che ha ricoperto fino alla fine dell'amministrazione Trump.
Il 12 maggio 2023 si è dimessa dalla NBCUniversal; nello stesso giorno Elon Musk ha annunciato che sarebbe stata la nuova amministratrice delegata di X, l'azienda da lui creata nel 2023 come successore di Twitter Inc., che in essa è confluita, e proprietaria di Twitter. Il 9 luglio 2025 annuncia con un post su X le sue dimissioni da amministratrice delegata.

## Vita privata
Di religione cattolica, vive col marito Claude Madrazo a New York. La coppia ha due figli.